# トーゴの銀行の一覧
トーゴの銀行の一覧
- トーゴ開発銀行 (Banque Togolaise de Developpement)
- トーゴ商業産業銀行 (Banque Togolaise pour le Commerce et l’Industrie)
- BIAOトーゴ (BIAO Togo)
- BSICトーゴ [1] サヘル・サハラ投資商業銀行（英語版）
- 大西洋銀行 (アフリカ)（フランス語版）
- エコバンク (Ecobank)